# Бабенко Валерій Борисович
Вале́рій Бори́сович Бабе́нко (нар. 2 лютого 1964, Дніпропетровськ) — український політик. Народний депутат України. Член Фракції Політичної партії «Народний фронт».

## Освіта
У 1986 році закінчив Дніпропетровський металургійний інститут, спеціальність «Інженер-металург».
Закінчив Київський національний університет, «Правознавство».

## Кар'єра
- 1986—1989 — слюсар, вальцювальник, майстер виробництва сортопрокатного цеху металургійного комбінату «Криворіжсталь».
- 1989—1992 — інженер проектного інституту «Металургавтоматика».
- 1992—1993 — інженер-конструктор Дніпропетровського коксохімічного заводу.
- 1993—1999 — робота у приватних фірмах, м. Дніпропетровськ.
- 1999—2000 — механік ВАТ «Дніпрогаз», м. Дніпропетровськ.
- 2000—2005 — помічник-консультант народного депутата України.
- Лютий 2005 — вересень 2006 — помічник Голови Служби безпеки України.
- 2006—2007 — помічник-консультант народного депутата України.
- Травень — листопад 2007 — помічник першого заступника Секретаря Ради національної безпеки і оборони України.
- Листопад 2007 — грудень 2012 — Народний депутат України 6-го скликання.
- Лютий — листопад 2014 — Керівник Секретаріату Голови Верховної Ради України.
- Народний депутат України 8-го скликання (2014—2019).
- 2019 — начальник 6-го центру планування та матеріально-технічного забезпечення Державного науково-дослідного Інституту технологій кібербезпеки та захисту інформації.[2]
- 2020 — помічник начальника Державного науково-дослідного Інституту технологій кібербезпеки та захисту інформації.[2]

## Парламентська діяльність
Березень 2006 — кандидат у народні депутати України від «Блоку Юлії Тимошенко», № 181 у списку. На час виборів: помічник Голови Служби безпеки України, безпартійний.
Народний депутат України 6-го скликання з 23 листопада 2007 до 12 грудня 2012 від «Блоку Юлії Тимошенко», № 144 в списку. На час виборів: помічник першого заступника Секретаря Ради національної безпеки і оборони України, член ВО «Батьківщина». Член фракції «Блок Юлії Тимошенко» (з листопада 2007). Член Комітету з питань Регламенту, депутатської етики та забезпечення діяльності Верховної Ради України (з грудня 2007).
Народний депутат України 8-го скликання з листопада 2014 до серпня 2019 від Політичної партії «Народний фронт», № 35 у списку, На час виборів: Керівник Секретаріату Голови Верховної Ради України. Член Комітету Верховної Ради України з питань інформатизації та зв'язку.

## Інциденти
Ввечері 4 липня 2012 року, за повідомленням ГУ МВС України в м. Києві біля Українського дому Валерій Бабенко вдарив кулаком в обличчя співробітника ДАІ за те, що останній зробив зауваження щодо неправильного припаркування автомобіля його 22-річним сином.